# Časová osa války Izraele s Hamásem (listopad 2024)
Toto je část časové osy války Izraele s Hamásem. Obsahuje časové období od 1. listopadu do 30. listopadu 2024.

### Pátek 1. listopadu
Podle agentury Reuters s odkazem na lékařské zdroje zemřelo v Pásmu Gazy za poslední noc a den 60 osob. Nejméně 21 lidí zemřelo při úderech na tábor Nusajrát ve střední části Pásma Gazy. Při izraelském útoku na budovu bývalé školy v uprchlickém táboře Nusajrát zahynulo 10 osob, dalších 10 osob zahynulo při izraelském úderu na automobil v oblasti města Chán Júnis v jižní části Pásma Gazy.
Podle The Times of Israel (ToI) stoupá v Izraeli napětí věřícími sionisty na jedné straně a charedim nebo ultraortodoxními věřícími na straně druhé. Zatímco věřící sionisté tvoří vysoké procento zastoupení v bojových jednotkách v Pásmu Gazy a Libanonu a zároveň jsou zastoupeni 60% mezi padlými a zraněnými, charedi a ultraortodoxní věřící službu v IOS odmítají. S narůstajícími ztrátami ale, se podle ToI neshody mění v nepřátelství.
Apokalyptickou nazvali situaci na severu Pásma Gazy vysocí představitelé OSN ve svém prohlášení. Humanitární pomoc nemůže držet krok s rozsahem potřeb kvůli omezením přístupu. Základní, život zachraňující zboží není k dispozici. Humanitární pracovníci nejsou v bezpečí pro svou práci a izraelské síly a nejistota jim brání v tom, aby se dostali k lidem v nouzi, uvádí se v prohlášení.
Izraelští poslanečtí předkladatelé zákona o zákazu UNRWA odmítají kritiku přijetí tohoto zákona jako... nemístnou. Viděli jsme, že to, co se stane, když se taková organizace vybuduje, je, že skončí jako organizace, která má perspektivu jedné skupiny, palestinskou perspektivu. Zaplétá se do skupin jako Hamás a extremistických skupin z této společnosti a stává se problémem, řekl poslanec Likudu Dan Illouc, spolupředkladatel zákona zakazujícího státním orgánům jakýkoli kontakt s UNRWA.
Podle palestinského ministerstva zdravotnictví počet osob zabitých v Pásmu Gazy stoupl 43 259.
Podle IOS počet izraelských vojáků padlých v Pásmu Gazy stoupl na 368.

### Sobota 2. listopadu
Podle IOS byly zabity desítky militantů při pozemních a leteckých útocích v okolí Džabalíje na severu Pásma Gazy. Podle svědků izraelské bezpilotní letouny a lodě zahájily palbu na Al-Mawasí v jižní části Pásma Gazy. Podle zdravotníků a záchranářů civilní obrany v Gaze zahynuli 3 lidé na Nusejrat v centrální části Pásma Gazy.
IOS podle svého prohlášení zabily v Chán Júnisu Isu al-Dín Kasába, jednoho z posledních členů politbyra Hamásu v Pásmu Gazy. Kasáb byl podle IOS... zodpovědný za strategické a vojenské vztahy organizace s ostatními frakcemi v Pásmu Gazy. Měl pravomoc řídit provedení teroristických útoků proti státu Izrael.
Některé zdroje z Hamásu naznačily, že vůdce vojenského křídla Hamásu Muhammad Dajf je po smrti. Jeho smrt by měly potvrzovat testy na vzorcích tkání odebraných z části těla nalezeného po izraelském bombardování. Okamžitou identifikaci stěžovalo znetvoření nalezených ostatků. Smrt by měla potvrzovat i ztráta komunikace s Dajfem, kterou se dosud nepodařilo navázat.
IOS podle vlastního vyjádření lokalizovaly a následně zničily velkou podzemní továrnu na výrobu zbraní provozovanou Hamásem. V továrně, která se nalézala poblíž čtvrti Zajtún, v Gaze, byly nalezeny soustruhy a stovky součástek používaných k výrobě raket, minometů, granátů a potápěčského vybavení.
Podle palestinského ministerstva zdravotnictví počet osob zabitých v Pásmu Gazy stoupl 43 314.
Podle IOS počet izraelských vojáků padlých v Pásmu Gazy stoupl na 370.

### Neděle 3. listopadu
Podle IOS byl při útoku bezpilotního letounu v jižním Pásmu Gazy zabit Rafaat Ibrahim Mahmúd Akdih, který se 7. října 2023 podílel na útoku na kibuc Nir Oz.
Druhá fáze očkovací kampaně v severní části Pásma Gazy by měla pokračovat poté, co Světová zdravotnická organizace WHO uvedla, že šest lidí, včetně čtyř dětí, bylo zraněno po útoku na kliniku Šejch Radwan. WHO ve svém prohlášení neuvedla, kdo útok provedl, ale představitel agentury civilní obrany v Gaze obvinil z útoku Izrael. Izrael ve svém prohlášení uvedl, že celý incident prošetřil, ale svou účast na útoku popřel.
Při výbuchu granátu zemřel v Pásmu Gazy izraelský voják. Podle vojenské policie, která incident vyšetřuje smrt vojáka nesouvisela s bojovou činností.
Podle palestinského ministerstva zdravotnictví počet osob zabitých v Pásmu Gazy stoupl 43 341.

### Pondělí 4. listopadu
Izraelské ministerstvo zahraničí dopisem oficiálně informovalo OSN o odstoupení Státu Izrael od dohody z roku 1967 uznávající agenturu UNRWA. Izrael bude pokračovat ve spolupráci s mezinárodními partnery, včetně dalších agentur OSN, aby zajistil usnadnění humanitární pomoci civilistům v Gaze způsobem, který nepodkopává bezpečnost Izraele. Izrael očekává, že Organizace spojených národů k tomuto úsilí přispěje a bude v něm spolupracovat, píše se v dopise. Podle izraelského ministra zahraničí Israela Kace... pouze 13 procent pomoci Gaze v současné době prochází přes UNRWA a myšlenka, že neexistuje žádná alternativa k UNRWA, je fikce.
Podle ministerstva zdravotnictví v Pásmu Gazy izraelské síly bombardují poslední částečně funkční nemocnici Kamal Adwan na severu Pásma Gazy. Podle ředitele nemocnice bylo při bombardování několik zaměstnanců zraněno.
Izraelská policie zatkla jednoho z poradců premiéra Netanjahua poté, co se objevila obvinění o údajnému úniku tajných informací zahraničním médiím. Podle opozice se podílel... na úniku zfalšovaných tajných dokumentů, ve snaze torpédovat dohody o rukojmích, a aby ovlivnil veřejné mínění proti rodinám rukojmích. Podle mluvčího B. Netanjahua se dotyčná osoba neúčastnila diskusí souvisejících s bezpečností a tvrzení, že únik ovlivnil jednání s Hamásem o propuštění rukojmích z Gazy označil za směšná.
Podle IOS byl při náletu zabit příslušník vojenské rozvědky Palestinského islámského džihádu Ahmed Al-Dalú, který se 7. října 2023 podílel na masakru v izraelské komunitě Kfar Aza. Spolu s ním byl zabit další operativec.
Podle palestinských zdravotníků bylo při izraelském útoku na dva domy ve městě Bajt Lahíja zabito 7 osob, dalších 5 osob bylo zabito při samostatných útocích v centrální a jižní části enklávy. Další lidé byli při útocích zraněni.
Podle IOS explodovalo poblíž humanitárního konvoje výbušné zařízení nastražené palestinskými operativci. V konvoji, který zasáhly šrapnely z výbuchu nebyl nikdo zraněn, 6 dětí bylo ale zraněno v nemocnici kolem které se konvoj pohyboval.
Podle humanitární organizace OSN pro uprchlíky UNRWA Izrael snižuje počet nákladních automobilů s pomocí, které smějí vjíždět do Pásma Gazy, což zhoršuje nedostatek potravin, léků a dalších základních potřeb. Izrael následně toto tvrzení popřel.
Náčelník generálního štábu IDF generálporučík Herci Halevi byl pověřen organizací brigády pro ultraortodoxní Židy známou jako Hasmonejská brigáda. Podle IOS byl vytvořen štáb a infrastruktura brigády.
Podle palestinského ministerstva zdravotnictví počet osob zabitých v Pásmu Gazy stoupl 43 374.

### Úterý 5. listopadu
Podle palestinských médií a zdravotníků zahynulo nejméně 20 lidí při izraelském leteckém útoku v Bajt Lahíja v severní části Pásma Gazy. Další 4 lidé byli zabiti ve městě Al-Zawajda v centrální části Pásma Gazy a 6 lidí bylo také zabito při dvou samostatných izraelských náletech ve městech Gaza a Dajr al-Baláh.
Izraelský premiér Benjamin Netanjahu dnes večer odvolal z vlády ministra obrany Joava Galanta s odkazem na krizi důvěry. Do uvolněné funkce jmenoval dosavadního ministra zahraničí Jisraela Kace. Netanjahuovo odvolání Galanta kritizovala opozice, naopak ho přivítali jeho koaliční partneři.
Podle nejmenovaného izraelského představitele je B. Netanjahu připraven nabídnout únoscům izraelských rukojmí několik milionů dolarů a bezpečný odchod z Pásma Gazy výměnou za propuštění rukojmí. Předpokládá se, že v Pásmu Gazy zůstává 97 rukojmí z 251 unesených Palestinci 7. října 2023. Zadržováno je také nejméně 34 mrtvých.
Hamás podle tvrzení amerického ministerstva zahraničí odmítl egyptský plán na krátkodobé čtyřdenní příměří výměnou za propuštění 4 rukojmí. Hamás podle odhadů odmítá ustoupit od svého klíčového požadavku na trvalé stažení izraelských sil z Pásma Gazy.
Podle palestinského ministerstva zdravotnictví počet osob zabitých v Pásmu Gazy stoupl 43 391.

### Středa 6. listopadu
Izraelský premiér B. Netanjahu ve svém prohlášení po propuštění J. Galanta z pozice ministra obrany uvedl, že... neshodli jsme se na vedení války a... Galant učinil prohlášení a podnikl kroky, které byly v rozporu s rozhodnutími kabinetu. Premiér také obvinil Galanta z nepřímé pomoci nepřátelům Izraele. J. Galant na tiskové konferenci ke svému odvolání uvedl, že důvody byly tři, a to... potřeba povolat charedi muže do IOS, příkaz přivést zpět rukojmí z Gazy a potřeba ustavení státní vyšetřovací komise  k vyšetření okolností, které vedly k útoku Hamásu ze 7. října a následné válce.
Podle IOS bylo v Pásmu Gazy dokončeno druhé kolo očkovací kampaně proti dětské obrně. Provedeno bylo více než 1,1 milionu očkování, čímž bylo dosaženo 90% proočkovanosti.
Podle palestinských zdravotníků v Bajt Lahíja zahynulo 6 osob. Dalších 5 osob zahynulo při náletu uprchlickém táboře Džabalíja.

### Čtvrtek 7. listopadu
IOS vyzvala obyvatele k evakuaci několika oblastí v severní Gaze. Informujeme vás, že vyhrazená oblast je považována za nebezpečnou bojovou zónu, zveřejnil na svém účtu na X mluvčí IOS. Z oblastí, ze kterých by se civilisté měli evakuovat podle IOS odpaluje Hamás rakety na Izrael.
Podle dopisu OSN zaslanému Izraeli... není naší odpovědností nahradit UNRWA, ani na to nemáme kapacitu. OSN tak tvrdí, že nahrazení palestinské humanitární agentury UNRWA v Gaze a na Západním břehu Jordánu je problémem Izraele a nikoliv OSN. Pokud UNRWA již nebude schopna fungovat, bude odpovědností izraelských úřadů nahradit služby, které poskytuje civilistům, ve vzdělávání, zdravotnictví a ve všech druzích dalších oblastí, prohlásil později mluvčí OSN Stephane Dujarric.
Podle palestinských úřadů v Pásmu Gazy zahynulo při izraelském útoku na zařízení UNRWA v uprchlickém táboře Šatí západně od Gazy 14 osob. Desítky dalších byly zraněny. IOS krátce po útoku vyzvala k evakuaci tohoto tábora.
Při vojenské operaci v jižní části Pásma Gazy zabili izraelští vojáci několik příslušníků Hamásu, včetně dvou, kteří se podíleli na útoku na Izrael 7. října 2023. Při operaci byly také zničeny 2 tunely o celkové délce přes 2 km. Kromě toho bylo zajištěno několik skladišť zbraní.
Podle palestinského ministerstva zdravotnictví počet osob zabitých v Pásmu Gazy stoupl na 43 468.

### Pátek 8. listopadu
Podle Úřadu OSN pro lidská práva téměř 70 % obětí války v Gaze je tvořeno ženami a dětmi. Podle Úřadu se jedná o... systematické porušování základních principů mezinárodního humanitárního práva, včetně rozlišování a proporcionality... naše monitorování naznačuje, že tato bezprecedentní úroveň zabíjení a zranění civilistů je přímým důsledkem nedodržování základních principů mezinárodního humanitárního práva.
Podle palestinských zdravotníků 3 lidé zahynuli při izraelském útoku na stan, ve kterém bydlela vysídlená rodina západně od Chán Júnis.
USA ve svém prohlášení tvrdí, že obdržely izraelskou informaci o chystaném otevření nového humanitárního přechodu do Gazy v Kissufim v centru Pásma Gazy. Stalo se tak v době blížícího se termínu 13 listopadu, do kterého podle Bidenovy administrativy musí Izrael dosáhnout významného pokroku v poskytování humanitární pomoci, jinak riskuje, že mu bude odepřena americká vojenská pomoc.
Podle palestinského ministerstva zdravotnictví počet osob zabitých v Pásmu Gazy stoupl na 43 508.

### Sobota 9. listopadu
Podle USA Katar před více než týdnem sdělil Hamásu, že musí uzavřít svou diplomatickou kancelář v Dauhá. Stalo se tak na žádost USA. Mezi místa, kam se Hamás mohl přesunout patří v minulosti zmiňované země jako Turecko, Írán, Omán, Libanon či Alžírsko. Vysoce postavený zdroj Hamásu potvrdil, že hnutí neobdrželo od Kataru žádost o opuštění Dauhá. Potvrdil ale, že Hamás byl informován o americké žádosti v tomto ohledu.
Podle Agentury civilní obrany v Pásmu Gazy zahynulo při izraelských leteckých útocích nejméně 14 Palestinců. Minimálně 9 lidí, včetně dětí a žen zahynulo v zasažených stanech v jižní části Chán Júnis. Dalších 5 lidí, včetně dětí zahynulo a asi 22 bylo zraněno, při izraelském zásahu školy Fahad Al-Sabah, která byla přeměněna na úkryt pro tisíce vysídlených lidí v okrese Al-Tuffah v Gaze.
Izrael odmítl varování expertů o hrozícím hladomoru v Pásmu Gazy s tím, že... experti se bohužel nadále spoléhají na neúplná data a povrchní zdroje s partikulárními zájmy. Prohlášení přišlo poté, co nezávislý výbor pro kontrolu hladomoru uvedl, že... existuje silná pravděpodobnost bezprostředního hladomoru v některých částech severní Gazy, přičemž od válčících stran je nutná okamžitá akce ke zmírnění katastrofické situace.
Podle palestinského ministerstva zdravotnictví počet osob zabitých v Pásmu Gazy stoupl na 43 552.

### Neděle 10. listopadu
IOS zveřejnily video z výslechů Palestinců prováděných vyšetřovateli Hamásu. Statické snímky z videí dokazují, že Hamás používá brutální metody výslechu jako je zavěšování za nohy či pálení plastů na kůži. Objekty těchto metod jsou Palestinci obvinění z kolaborace z Izraelem či z kritiky Hamásu. Obvinění ze systematického mučení kritiků vznesla proti palestinským úřadům i organizace Human Rights Watch.
Podle palestinských zdravotníků zahynuly desítky osob při izraelském útoku na dům v Džabalíji, v severní části Pásma Gazy. Podle palestinské tisková agentury WAFA a médií Hamásu bylo zabito 32 osob. V Gaze, ve čtvrti Sabra zabil izraelský nálet 8 osob, včetně dětí. IOS podle vlastního vyjádření události vyšetřují.
Podle IOS byl při společné akci izraelské armády a Šin bet byl zabit vysoký velitel Palestinského islámského džihádu Muhammad Abu Sachíl, šéf operací PID. Zabit byl při leteckém útoku na školu Fahd al-Sabah v severní části Pásma Gazy.
Podle palestinského ministerstva zdravotnictví počet osob zabitých v Pásmu Gazy stoupl na 43 603.

### Pondělí 11. listopadu
Izraelský opoziční vůdce Ja'ir Lapid vyzval nově jmenovaného ministra obrany Israela Kace, aby vydal 7 000 rozkazů k odvodu členů ultraortodoxní komunity. Jejich vydání bylo oznámeno minulý týden jeho předchůdcem Joavem Galantem.
Podle palestinských zdravotníků si izraelská palba v západní části tábora Nusejrat v Gaze během noci vyžádala životy 11 osob. V Bajt Lahíja na severu Gazy byli při izraelském náletu zabiti 4 lidé.
Podle IOS byl v konvoji s humanitární pomocí nalezen pytel s municí. Podle IOS se jednalo o konvoj jedoucí uvnitř Pásma a nikoliv přes hraniční přechod. Konvoj byl zastaven a prohledán poté, co vojáci IOS vyhodnotili jeho pohyb jako podezřelý.

### Úterý 12. listopadu
Podle deníku Ha'arec prošetřují kontrolní a vyšetřovací orgány IOS možné porušení mezinárodního práva izraelskými silami uprostřed nové ofenzívy v severním Pásmu Gazy. Jedná se celkem o 16 incidentů, které se odehrály mezi 21. říjnem a 2 listopadem 2024 v severní části Pásma Gazy.
Podle palestinských zdravotníků zahynulo během izraelského útoku na provizorní jídelnu používanou vysídlenými lidmi v Muwasi 11 osob. Při druhém útoku na dům v uprchlickém táboře Al-Nusejrat v centrální Gaze zahynuli 3 lidé. Dalších 11 osob bylo zraněno.
Podle nejmenovaného diplomatického zdroje se Katar rozhodl ukončit svou roli prostředníka mezi Izraelem a Hamásem uprostřed pozastavených jednání o příměří v Pásmu Gazy a dohodě o propuštění rukojmích. Katar později tuto zprávu oficiálně potvrdil, ale označil toto rozhodnutí za vratné, pokud strany prokážou ochotu znovu se zapojit do vyjednávání. Katarské ministerstvo zahraničí zároveň označilo zprávy o rozhodnutí Kataru uzavřít kancelář Hamásu v Dauhá za... nepřesné.
Podle palestinského ministerstva zdravotnictví počet osob zabitých v Pásmu Gazy stoupl na 43 665.
Podle IOS počet izraelských vojáků padlých v Pásmu Gazy stoupl na 375.

### Středa 13. listopadu
Podle palestinských zdravotníků zabil izraelský útok v uprchlickém táboře Džabalíja 3 děti. Při útoku v Dajr al-Baláh zahynuli nejméně 2 lidé, včetně 15letého chlapce. V uprchlickém táboře Nusejrat zahynul při izraelském útoku 1 muž.
Podle zprávy Úřadu OSN pro lidská práva téměř 70 % osob zabitých v Gaze při leteckých útocích, ostřelování a dalších nepřátelských akcích tvoří děti a ženy. Náměstkyně generálního tajemníka OSN pro lidská práva Ilze Brands Kehrisová mimo jiné uvedla, že... věková skupina nejvíce zastoupená v ověřených úmrtích byly děti ve věku od 5 do 9 let.
Izraelské jednotky pokračovaly v tzv. vyčišťovacích operacích v Džabalíji a v Gaze, při kterých zabily několik příslušníků palestinských ozbrojených skupin. Podle IOS byl při jednom z útoků zabit Palestinec, který se 7. října 2023 účastnil útoku na Izrael. Palestinské skupiny útočily na izraelské vojáky v okolí Gazy. Poblíž Necarimského koridoru bylo na izraelské jednotky podniknuto několik raketových útoků ze strany Hamásu a Lidové fronty pro osvobození Palestiny (LFOP). LFOP na izraelské jednotky útočila raketami i poblíž Chán Júnisu. PID a Brigády mučedníků al-Aksá odpálily několik raket na Izrael. Ty byly buď zachyceny protivzdušnou obranou, nebo dopadly na otevřená prostranství.
Podle palestinského ministerstva zdravotnictví počet osob zabitých v Pásmu Gazy stoupl na 43 712.

### Čtvrtek 14. listopadu
Podle organizace Human Rights Watch (HRW)... izraelské úřady způsobily nucené vysídlení palestinského lidu v Gaze v míře, která představuje válečné zločiny a zločiny proti lidskosti... nucené vysídlování bylo široce rozšířené, a důkazy ukazují, že bylo systematické a bylo součástí státní politiky. Izraelské úřady obvinění odmítly s tím, že... jejich síly operují v souladu s mezinárodním právem.
Podle organizace The Institute for Monitoring Peace and Cultural Tolerance in School Education monitorující vzdělávání na Středním východě má palestinská agenturu OSN pro uprchlíky UNRWA... hluboké vazby na palestinské ozbrojené skupiny. Podle zprávy vydané organizací... UNRWA nepodnikla žádné smysluplné kroky, aby se vypořádala s glorifikací násilí nebo antisemitské rétoriky v těchto školách... a... mnoho zaměstnanců těchto škol, kteří se podíleli na aktivitách Hamásu a Palestinského islámského džihádu, zůstává na výplatní listině UNRWA.
Podle mluvčího OSN Stephana Dujarrice v konvoji 20 kamionů vezoucím humanitární pomoc bylo ostřelováno 14 nákladních automobilů a v centru Gazy bylo ukradeno jídlo, přičemž byli zraněni tři řidiči. Dujarric řekl, že střelbu nemá na svědomí ani Hamás, ani Izrael. Zároveň vzkázal IOS, že...  je také důležité, aby izraelské úřady usnadnily pohyb humanitárních pracovníků a zásob přes pásmo Gazy.
Podle palestinského ministerstva zdravotnictví počet osob zabitých v Pásmu Gazy stoupl na 43 736.

### Pátek 15. listopadu
Podle IOS byl při nedávném izraelském náletu v Gaze  zabit Alkamán Abd as-Salám Chálil Anbar zodpovědný za odpalovací zařízení raket Islámského džihádu v Gaze. Spolu s ním byli zabiti další příslušníci PID. Boje probíhaly i v Džabalíi, Bajt Lachíja, Bajt Hanúnu a Rafahu.
PID zveřejnil nový klip rusko-izraelského rukojmího Saši Trupanova, který je od útoku v říjnu 2023 zadržován v Gaze. Trupanov ve videu vyzval Arje Deriho, vůdce sefardské ultraortodoxní strany Šas, člena izraelské vládní koalice, aby mu pomohl osvobodit ho a další rukojmí držená v Pásmu Gazy. Trupanov byl unesen společně se svou přítelkyní z kibucu Nir Oz.
Nový izraelský ministr obrany Israel Kac schválil rozesílání 7 000 povolávacích rozkazů ultraortodoxním Izraelcům. Podle ministerstva obrany I. Kac... má v úmyslu vést hluboký dialog se všemi stranami, aby se pokusil prosadit dohodnutá řešení, která umožní skutečnou integraci ultraortodoxních vojáků do IOS, aby se zmírnilo břemeno kladené na brance, kariérní vojáky a vojáky v záloze.
V rozhovoru s AFP řekl člen politbyra Hamásu Básam Najím... vyzýváme americkou administrativu a Trumpa, aby tlačili na izraelskou vládu, aby ukončila agresi. Zároveň řekl, že Hamás je připraven přijmout příměří v Pásmu Gazy.
Podle palestinského ministerstva zdravotnictví počet osob zabitých v Pásmu Gazy stoupl na 43 764.

### Sobota 16. listopadu
Podle palestinských zdravotníků zabil útok na školu Abú Assi, která sloužila jako útočiště pro vysídlené Palestince, nejméně 10 lidí. Podle IOS si operativci Hamásu v této škole zřídili velitelské centrum a používali ho k plánování útoků proti jednotkám operujícím v Gaze.
Podle IOS se podařilo zachytit 2 rakety vypálené z Pásma Gazy na Izrael, což ukazuje schopnost palestinských ozbrojených skupin  odpalovat rakety na Izrael navzdory více než 13 měsícům vzdušné a pozemní ofenzívy v Pásmu Gazy. Podle palestinských zdravotníků nejméně 30 lidí bylo během dne zabito izraelskými vojenskými údery napříč Pásmem Gazy.
Podle IOS bylo zabito asi 10 palestinských ozbrojenců při útoku bezpilotního letounu v Džabalíji. IOS uvedla, že palestinští  operativci byli spatřeni jednotkami 414. bojové zpravodajské jednotky, která přivolala útok. Při incidentu nebyli zraněni žádní izraelští vojáci.
Podle palestinského ministerstva zdravotnictví počet osob zabitých v Pásmu Gazy stoupl na 43 799.
Podle IOS počet izraelských vojáků padlých v Pásmu Gazy stoupl na 378.

### Neděle 17. listopadu
Podle palestinských zdravotníků zahynuly nebo byly zraněny desítky obyvatel při izraelském útoku na několikapatrovou budovu v Bajt Lahíja, na severu Pásma Gazy.
Podle palestinských zdravotníků si izraelský úder v noci na neděli vyžádal životy nejméně 10 lidí v uprchlickém táboře Búrajdž v centrální části Pásma Gazy. Další 4 lidé zemřeli při útoku na uprchlický tábor Nusajrát.
Podle arabského diplomata odjeli vysocí představitelé zahraničního vedení Hamásu minulý týden z Kataru do Turecka. Stalo se tak poté, co 8. listopadu USA sdělily, že požádaly Katar, aby vyhnal představitele Hamásu z Dauhá. Washington uvedl, že žádost podal poté, co Hamás odmítl opakované návrhy na dohodu o rukojmích a popravil šest zajatců, včetně amerického občana. Jejich pobytem riskuje Turecko napětí s Bidenovou administrativou, která začátkem tohoto měsíce uvedla, že žádný z jejích spojenců by neměl hostit Hamás.
Podle palestinského ministerstva zdravotnictví počet osob zabitých v Pásmu Gazy stoupl na 43 846.

### Pondělí 18. listopadu
Podle palestinských zdravotníků izraelské údery v Pásmu Gazy zabily nejméně 18 Palestinců. Při leteckém útoku na stanový tábor v pobřežní oblasti al-Mawasi zahynuli 4 lidé, z toho 2 děti. Další 2 lidé byli zabiti v Rafahu a 1 člověk při střelbě bezpilotního letounu tamtéž. V Bajt Lahíja v severní Gaze izraelská raketa zasáhla dům, zabila nejméně 2 lidi a zranila několik dalších. Řada lidí byla podle palestinských zdravotníků zabita v Gaze a v táboře Nusejrat v centrální části Pásma Gazy.
Turecko i Hamás popřely zprávy o tom, že Hamás přesunul svou kancelář z katarského Dauhá do Turecka. podle tureckého diplomatického zdroje... členové politbyra Hamásu čas od času navštěvují Turecko. Tvrzení, která naznačují, že se politické byro Hamásu přesunulo do Turecka, neodrážejí pravdu. Hamás zprávu odmítl s tím, že... se jedná o fámy, které se izraelská okupace snaží šířit.
Podle výňatků z připravované knihy papeže Františka vyzval papež František k vyšetřování, které by zjistilo, zda izraelské útoky v Gaze představují genocidu. Podle některých expertů má to, co se děje v Gaze, charakteristiky genocidy, píše se v jednom z výňatků zveřejněných italským deníkem La Stampa. V září 2024 papež řekl, že izraelské útoky v Gaze a Libanonu byly... nemorální a nepřiměřené a že izraelská armáda překročila pravidla války.
Podle Philippa Lazzariniho, generálního komisaře UNRWA... neexistuje žádná alternativa ke službám agentury v Gaze, kromě toho, že dovolíme Izraeli, aby je převzal. Zároveň vyzval státy, aby se postavily proti izraelskému zákazu této organizace.
Podle palestinského ministerstva vnitra v Pásmu Gazy nejméně 20 lidí bylo zabito během bezpečnostní operace proti gangům, které rabovaly nákladní automobily přivážející pomoc do Pásma Gazy. Ministerstvo ve svém prohlášení uvedlo, že... více než 20 členů gangů zapojených do krádeží nákladních automobilů s humanitární pomocí bylo zabito při bezpečnostní operaci prováděné bezpečnostními silami ve spolupráci s kmenovými výbory.
Podle palestinského ministerstva zdravotnictví počet osob zabitých v Pásmu Gazy stoupl 43 922.

### Úterý 19. listopadu
Podle katarského ministerstva zahraničí... vůdci Hamásu, kteří jsou ve vyjednávacím týmu, nyní nejsou v Dauhá. Podle nejmenovaných diplomatických zdrojů vysocí členové politické odnože Hamásu odjeli do Turecka. Kancelář Hamásu hlavním městě Kataru ještě nebyla uzavřena.
Spojené státy varovaly Turecko před poskytováním pohostinství pro vůdce Hamásu, kteří byli nuceni opustit katarské Dauhá.
Podle OSN bylo 98 ze 109 nákladních automobilů vypravených UNRWA a Světovým potravinovým programem a vezoucích potraviny do Pásma Gazy vyrabováno. Někteří příslušníci doprovodu byli zraněni. Mluvčí OSN Stephane Dujarric řekl, že... se jedná o nejhorší případ rabování v Gaze z hlediska objemu.
Hamás společně s dalšími palestinskými skupinami vytvořil oddíly nazvané Lidové a revoluční výbory, jejichž účelem bude bránit rabujícím skupinám v napadání konvojů s humanitární pomocí. Podle nejmenovaného zdroje z Hamásu tyto síly budou mít pravomoc zahájit palbu na rabující, kteří se nevzdají. Podle listu Al Arabiya to znamená, že v poválečném Pásmu Gazy bude mít Izrael jen málo alternativ k Hamásu.
Izraelský ministr financí Bezalel Smotrič, naznačil připravenost na zavedení vojenské vlády v Pásmu Gazy, a to i přes zjevný nesouhlas izraelské armády. Pokud je to nezbytné pro bezpečnost, nebojíme se toho být autoritativní přítomností v Gaze, abychom zlikvidovali Hamás, řekl Smotrič.
Podle palestinského ministerstva zdravotnictví počet osob zabitých v Pásmu Gazy stoupl na 43 972.

### Středa 20. listopadu
Podle palestinských zdravotníků zahynulo nejméně 12 osob při izraelském útoku na dům v oblasti Džabalíja v severní Gaze. Nejméně 10 lidí se pohřešuje. V Gaze, ve čtvrti Sabra zabil izraelský útok na záchranný tým 1 člověka a 3 záchranáře zranil. V Rafahu byl podle zdravotníků 1 muž byl zabit a další zraněni při izraelském leteckém útoku na východní část města.
USA při hlasování v RB OSN vetovaly rezoluci, která vyzývala k trvalému příměří mezi Izraelem a Hamásem. To by ale nebylo podmíněno propuštěním všech rukojmích. Podle zástupce velvyslance USA při OSN Roberta Wooda... trvalý konec války musí přijít s propuštěním rukojmích. Tyto dva naléhavé cíle jsou neoddělitelně spojeny. Kompromisní návrh předložený Velkou Británií následně odmítly jak Čína, tak Rusko.
Podle obyvatel Džabalíje, Bajt Lahíja a Bajt Hanún izraelské jednotky vyhodily do povětří desítky domů v těchto městech na severu Pásma Gazy. Podle Palestinců se Izrael snaží trvale vylidnit tuto oblast a vytvořit nárazníkovou zónu podél severního okraje Gazy. To ale Izrael popírá.
Podle úřadu OSN OCHA tisíce Palestinců v oblastech severní Gazy obléhaných izraelskými silami již více než 40 dní nedostaly prakticky žádné dodávky potravin nebo humanitární pomoci. Za listopad OCHA hlásí, že 27 z 31 plánovaných humanitárních misí bylo Izraelem odmítnuto a další čtyři byly vážně ztíženy. To znamená, že jim bylo zabráněno dokončit veškerou kritickou práci, kterou si předsevzali, řekl mluvčí OSN Stephane Dujarric.
Podle palestinských zdravotníků zabil izraelský nálet 7 Palestinců v al-Mawásí v západní části Chán Júnisu v jižní Pásmu Gazy.
Podle palestinského ministerstva zdravotnictví počet osob zabitých v Pásmu Gazy stoupl na 43 985.
Podle IOS počet izraelských vojáků padlých v Pásmu Gazy stoupl na 379.

### Čtvrtek 21. listopadu
Po izraelském útoku na obytnou oblast poblíž nemocnice Kamal Adwan v Gaze zůstaly desítky lidí mrtvých nebo pohřešovaných, řekl agentuře AFP ředitel zařízení Hossam Abú Safíja. Podle mluvčího civilní obrany Mahmúda Basala zahynulo 22 osob při izraelském útoku ve čtvrti  Šejk Radwán.
Mezinárodní trestní soud (ICC) vydal zatykače na izraelského premiéra Benjamina Netanjahua, exministra obrany Jo'ava Galanta a jednoho z bývalých lídrů hnutí Hamás Muhammada Dajfa za údajné válečné zločiny. Izrael se znechucením odmítá absurdní a nepravdivé obvinění ze strany ICC, píše se v prohlášení kanceláře premiéra Netanjahua. ICC ve svém prohlášení napsal, že námitky týkající se jurisdikce soudu a zákonnosti těchto žádostí, které v září vznesl Izrael, jsou neopodstatněné.
Podle palestinských zdravotníků izraelská armáda bombardovala nejméně pět přeplněných domů v severní Gaze. Podle médií napojených na Hamás zahynulo 57 osob, palestinské ministerstvo zdravotnictví žádné počty neuvedlo.
Podle palestinského ministerstva zdravotnictví počet osob zabitých v Pásmu Gazy stoupl na 44 056.
Podle IOS počet izraelských vojáků padlých v Pásmu Gazy stoupl na 380.

### Pátek 22. listopadu
Palestinské ministerstvo zdravotnictví varovalo, že všechny nemocnice v Pásmu Gazy budou muset zastavit nebo omezit služby do 48 hodin kvůli nedostatku paliva, a obvinilo Izrael z obstrukcí v přístupu pohonných hmot do Pásma Gazy.
Podle IOS bylo při leteckém útoku v Beit Lahíja, v severní části Pásma Gazy v noci ze středy na čtvrtek zabito 5 příslušníků Hamásu, kteří se 7. října 2023 podíleli na masakru a únosech civilistů z oblasti Mefalsim v Izraeli. Mezi zabitými byli členové elitní skupiny Nukhba Force včetně velitelů Džiháda Mahmúda Jahji Kahlout, velitel roty Nukhba Force, a Muhammad Rijáda Alího Oukala, velitel roty Hamásu.
Podle představitelky UNRWA Natalie Bouclyové se humanitární katastrofa v Gaze prohlubuje naprostým zhroucením práva a pořádku a konflikt mezi Izraelem a Hamásem činí enklávu neobyvatelnou. V podstatě celá populace Gazy zoufale potřebuje pomoc uprostřed hrozícího hladomoru, řekla Bouclyová.

### Sobota 23. listopadu
Podle Hamásu byla v severní Gaze zabita izraelská žena vzatá jako rukojmí během útoku v říjnu 2023. Žena údajně zahynula v oblasti na severu Pásma Gazy, kde operovala izraelská armáda. IOS uvedly, že tuto informaci nemohou potvrdit, ani vyvrátit s tím, že tyto informace prověřuje.
Podle IOS byly protivzdušnou obranou sestřeleny 2 rakety odpálené z jižní části Pásma Gazy směrem na izraelské pohraniční komunity. Nebyla hlášena žádná zranění.
Podle agentury civilní obrany v Pásmu Gazy zabil izraelský letecký útok ve čtvrti Zajtún, v Gaze 7 lidí, z toho 3 děti, a zranil 10 dalších osob. Další útok v Chán Júnisu zabil 6 lidí, včetně 3 dětí, a zranil 26 osob. V Nusejratu v centrální části Pásma Gazy byli zabiti 4 lidé při dalším útoku na dům. V Rafahu byli 2 muži zabiti palbou z tanků.
Podle palestinského ministerstva zdravotnictví počet osob zabitých v Pásmu Gazy stoupl na 44 176.

### Neděle 24. listopadu
IOS vydaly příkaz k evakuaci civilistů z předměstí Šejája v Gaze, odkud byly podle IOS v sobotu večer, odpáleny rakety na Izrael.
Podle palestinských zdravotníků byl při izraelském útoku bezpilotním letounem na nemocnici Kamal Adwan zraněn její ředitel Hussam Abú Safíja. Podle IOS ozbrojení militanti využívají civilní budovy, včetně obytných bloků, nemocnic a škol k operačnímu krytí. Hamás to popírá a obviňuje izraelské síly z nevybíravých útoků na obydlené oblasti.
IOS ve svém prohlášení uvedly, že během dne převezly 17 pacientů a jejich pečovatele z nemocnice Kamal Adwan do jiných zdravotnických středisek v Gaze. Kromě toho Izrael v posledních týdnech dodal nemocnici Kamal Adwan 60 000 litrů paliva, 230 beden zdravotnického materiálu a léků, 180 krevních jednotek a osm nákladních automobilů s potravinami a vodou, uvádí se v prohlášení.

### Pondělí 25. listopadu
Podle svědků byla... nechvalně známou zločineckou rodinou z Gazy 2 dny blokována silnice Salah al-Din vedoucí z izraelského hraničního přechodu Kerem Šalom. Svědci uvedli, že byly vztyčeny železné bariéry a na nákladní automobily, které se snažily dostat do distribučního místa pomoci, se střílelo. Podle Sama Rose, zástupce ředitele UNRWA, agentury OSN pro palestinské uprchlíky v Gaze... v oblasti kolem přechodu Kerem Šalom, který zůstává hlavním vstupním bodem pro zboží, se zhroutil zákon a pořádek a mocenské vakuum zaplňují gangy. Podle některých obyvatel Gazy jsou pokusy Hamásu zničit s gangy krok správných směrem, podle dalších je to snaha Hamásu zlikvidovat konkurenci a ovládnout černý trh.
Vysoký představitel Hamásu v Libanonu Usáma Hamdan řekl libanonské televizi Al Majadín, že Hamás podpoří příměří mezi svým libanonským spojencem Hizballáhem a Izraelem. Jakékoli oznámení o příměří je vítáno. Hizballáh stál při našem lidu a přinesl významné oběti, řekl Hamdan.
Podle palestinských vládních představitelů, že díky zhoršujícímu se počasí bylo v posledních dvou dnech zaplaveno a následně smeteno téměř 10 000 stanů s vysídlenými obyvateli Pásma Gazy. Představitelé uvedli, že... 81 % ze 135 000 stanů se na základě nedávných odhadů jeví jako nevhodné pro přístřeší, a obvinili Izrael z toho, že brání vstupu dalších potřebných stanů.
Podle IOS byl při leteckém útoku v jižní části Pásma Gazy zabit operativec PID Basel Kamel Salim Nabahin. Podle IOS se podílel na útoku 7. října 2023.
Podle palestinského ministerstva zdravotnictví počet osob zabitých v Pásmu Gazy stoupl na 44 235.

### Úterý 26. listopadu
Podle mluvčího civilní obrany v Gaze bylo při izraelském leteckém útoku Džabalíji na severu Pásma zabito 7 osob. Při útoku na dům v Bajt Lahíja byl zabit 1 člověk. Další 2 lidé byli zabiti dělostřeleckým ostřelováním tábora Nusejrat v centrální Gaze a v Rafahu na jihu Pásma zabil letecký útok 1 člověka a několik dalších zranil.
Podle palestinských zdravotníků citovaných agenturou Reuters zabil izraelský útok na školu ve čtvrti  Zajtún v Gaze 13 osob. Palestinská média informovala o střelbě z izraelských vozidel a násilných střetech v oblastech východně od Rafahu. Hamás vypálil RPG na vozidlo a buldozer IOS v jižní části Gazy, Brigády mučedníků al-Aksá útočily raketami na jednotky IOS podél koridoru Necarim.  Lidová fronta pro osvobození Palestiny (PFLP) ostřelovala pomocí minometů izraelské síly v západní části Rafahu a Palestinský islámský džihád (PID) ostřeloval minomety izraelské síly podél Filadelfského koridoru.
Podle palestinského ministerstva zdravotnictví počet osob zabitých v Pásmu Gazy stoupl na 44 249.
Podle IOS počet izraelských vojáků padlých v Pásmu Gazy stoupl na 381.

### Středa 27. listopadu
Podle dvou egyptských bezpečnostních zdrojů egyptská delegace odcestuje do Izraele ve snaze dosáhnout dohody o příměří v Gaze.
Podle palestinských zdravotníků 8 Palestinců bylo zabito a desítky dalších zraněny při izraelském útoku, který zasáhl školu Al-Tabeaeen, která poskytovala útočiště vysídleným rodinám. Mezi zabitými byli podle lékařů dva synové bývalého mluvčího Hamasu Fawzi Barhouma a Barhoum sám. Na předměstí Šejája, v Gaze zabil další útok 4 lidi a 3 lidé byli zabiti při izraelském leteckém úderu v Bajt Lahíja.
IOS ve svém prohlášení uvedly, že jednotkami Sboru obrany hranic byl nad egyptsko-izraelskou hranicí sestřelen bezpilotní prostředek, ve které byly pašovány zbraně. Na místě dopadu byly nalezen 4 automatické pušky, zásobníky a velké množství nábojů.
Odhodlání spolupracovat na jakémkoli úsilí o zajištění příměří v Gaze vyjádři ve svém prohlášení Hamás. Hamás také uvedl, že... jakékoli příměří v Gaze musí ukončit tamní válku a vést ke stažení izraelských sil z palestinské enklávy.
IOS vedla letecké údery zaměřené na infrastrukturu Hamásu, včetně skladů zbraní a budov, v severní části Pásma Gazy. Během úderů byl zabit nespecifikovaný počet palestinských bojovníků v bývalém školním komplexu v Bajt Lahíja. Při leteckém úderu na školu Al Tabaeen v Al Daraj, Gaze byl zabit palestinský odstřelovač, který školu používal ke skladování zbraní. Při dalším leteckém útoku byl v Gaze zabit příslušník Hamásu Murada al Radžúb, kterého Izrael vinil z bombového útoku, který zranil deset izraelských civilistů v Beerševě v roce 2002. Hamás ose přihlásil o odpalu budov vybavenou výbušninami v uprchlickém táboře Džabalíja. Další palestinské milice ostřelovaly pomocí RPG a minometů izraelské síly v uprchlickém táboře Džabalíja. Palestinské hnutí mudžahedínů ostřelovalo minomety izraelské síly v Bajt Lahíja.
Podle palestinského ministerstva zdravotnictví počet osob zabitých v Pásmu Gazy stoupl 44 282.

### Čtvrtek 28. listopadu
Podle palestinských zdravotníků bylo 6 lidí bylo zabito při dvou samostatných leteckých útocích na dům a na místo poblíž nemocnice Kamala Adwana v Bajt Lahíja, další 4 osoby byly zabity při izraelském náletu, který zasáhl motocykl v Chán Júnisu. V Nusejratu během několika leteckých úderů na několikapatrovou budovu a silnici před mešitami zahynulo nejméně 7 lidí.
Hamás ve svém prohlášení požaduje, aby jakákoli dohoda mezi bojujícími stranami vedla k úplnému ukončení války v Gaze a spolu s tím k úplnému stažení Izraele z této enklávy. Usiluje také o propuštění velkého počtu palestinských vězňů výměnou za rukojmí, kteří byli uneseni 7. října 2023. Izrael trvá na tom, aby v Gaze zůstaly jednotky IOS, které by měly bránit pašování zbraní z Egypta a  je připraven pouze na dočasné zastavení své kampaně na zničení Hamásu.
Izrael a UNRWA se navzájem obviňují ze zdržování humanitární pomoci. Zatím co Izrael obviňuje humanitární organizace z neschopnosti zvládnout a distribuovat velké množství pomoci, humanitární organizace, zejména UNRWA, agentura OSN zodpovědná za palestinské uprchlíky, však obviňují izraelské úřady, že neumožňují vjezd nákladním automobilům s pomocí. To Izrael odmítá s tím, že neexistuje žádné omezení týkající se nákladních automobilů nebo množství pomoci, kterému je povoleno vstoupit do Gazy. Veškerá pomoc Gaze musí být před vstupem na palestinské území zkontrolována izraelskou armádou.
IOS zveřejnily záběry leteckého úderu proti operativci Hamásu, který se připravoval odpálit rakety z Džabalíje v severní Gaze. Úder byl provedeny proti raketám a skladu zbraní, přičemž operativci Hamásu byli zabiti.
Podle palestinského ministerstva zdravotnictví počet osob zabitých v Pásmu Gazy stoup na 44 330.

### Pátek 29. listopadu
Podle palestinských zdravotníků bylo zabito 19 Palestinců zabitých v severní části Nusejratu, při dalším izraelském leteckém útoku zahynulo nejméně 10 Palestinců v domě v Bajt Lahíja v severní části Pásma Gazy. Podle zdravotníků bylo během dne zabito nejméně 40 osob.
Podle nejmenovaného amerického představitele... Hamás prokazuje zvýšenou flexibilitu v dlouho pozastavených rozhovorech o těžko uchopitelném příměří a dohodě o rukojmích v Pásmu Gazy a může souhlasit s tím, aby Izraelské obranné síly dočasně zůstaly na hranici enklávy s Egyptem. Hamás by se mohl vzdát klíčových požadavků a přijmout dohodu o příměří, kterou by Izrael mohl podpořit.
Izraelské úřady propustily asi 30 Palestinců, které zadržely během probíhající ofenzívy v Gaze v posledních měsících. Propuštění lidé dorazili do nemocnice v jižní Gaze na lékařské prohlídky, uvedli zdravotníci. Osvobození Palestinci, zadržovaní během války, si po svém propuštění stěžovali na špatné zacházení a mučení v izraelských věznicích. Izrael mučení popírá.
Během tlačenice před pekárnou v Dajr al-Baláh v centrální části Pásma Gazy byly ušlapány 2 ženy a 1 dítě. Podle svědků... tlačenice před pekárnou byla intenzivní. Najednou se ozval hlasitý křik a ony padly na zem, udušeny tlačenicí, včetně mladé dívky. Podle otce dívky není jasné, co se stalo.
Podle palestinského ministerstva zdravotnictví počet osob zabitých v Pásmu Gazy stoupl 44 363.

### Sobota 30. listopadu
Při izraelském náletu na jedoucí vozidlo v Chán Júnisu bylo zabito 5 osob, z toho 3 dodavatelé americké charitativní organizace World Central Kitchen (WCK). Podle IOS byl jeden z těchto dodavatelů zapojen do útoku proti Izraeli 7. října 2023, pohyb vozidla se netýkal přepravy humanitární pomoci. WCK uvedla, že... nemá žádné informace o tom, že by nějaká osoba ve vozidle měla údajné vazby na útok Hamásu ze 7. října. Sdělila také, že vozidlo nebylo označeno logem WCK a zároveň oznámila, že pozastavuje veškeré operace v Pásmu Gazy. Podle OSN od začátku války v říjnu loňského roku bylo zabito 333 humanitárních pracovníků, z toho 243 zaměstnanců agentury OSN pro palestinské uprchlíky UNRWA. Podle IOS se jednalo o Aheda Qadiha, který se podílel na masakru v kibucu Nir Oz.
Mezinárodní humanitární organizace Save the Children ve svém prohlášení uvedla, že při izraelském útoku v Chán Júnisu byl zabit 1 její zaměstnanec. IOS zprávu nekomentovaly.
Hamás zveřejnil video izraelsko-amerického rukojmího Edana Alexandera. Ten sedí v tmavém prostoru u zdi, identifikuje se, oslovuje svou rodinu, izraelského premiéra Benjamina Netanjahua a Donalda Trumpa, kterého žádá, zajistil jeho propuštění ze zajetí. Není jasné, zda jeho prohlášení bylo napsáno jeho vězniteli. Netanjahu v prohlášení uvedl, že video je krutou psychologickou válkou.
Podle palestinského ministerstva zdravotnictví počet osob zabitých v Pásmu Gazy stoupl 44 382.
Podle IOS počet izraelských vojáků padlých v Pásmu Gazy stoupl na 382.